# Naishkramya
Naishkramya (sanskrit IAST : naiṣkramya ; pali : nekkhamma) est une perfection du bouddhisme, une paramita. Il s'agit de la renonciation. Contempler le karma quotidien, et l'inévitable mort par exemple doit mener le croyant à une vie religieuse et à renoncer aux désirs de la vie qui l'enchaînent à la souffrance.